# Campionati mondiali di sollevamento pesi 2019 - 76 kg femminile
Le gare di sollevamento pesi della categoria fino a 76 kg femminile — pesi mediomassimi — dei campionati mondiali del 2019 si sono svolte il 24 settembre 2019 a Pattaya presso l'Eastern National Sports Training Center.

## Programma
L'orario indicato corrisponde a quello thailandese (UTC+07:00)
| Data              | Orario | Evento   |
| ----------------- | ------ | -------- |
| 24 settembre 2019 | 12:00  | Gruppo B |
| 24 settembre 2019 | 20:25  | Gruppo A |

## Medagliate
Per ciascun esercizio, le prime tre classificate sono le seguenti:
| Esercizio | Oro          | Oro    | Argento      | Argento | Bronzo        | Bronzo |
| --------- | ------------ | ------ | ------------ | ------- | ------------- | ------ |
| Strappo   | Rim Jong-sim | 124 kg | Zhang Wangli | 118 kg  | Neisi Dajomes | 110 kg |
| Slancio   | Zhang Wangli | 153 kg | Rim Jong-sim | 152 kg  | Aremi Fuentes | 138 kg |
| Totale    | Rim Jong-sim | 276 kg | Zhang Wangli | 271 kg  | Neisi Dajomes | 245 kg |

## Record
Prima di questa competizione, i record mondiali esistenti erano i seguenti:
| Record mondiale | Strappo | Rim Jong-sim | 123 kg | Ningbo, Cina | 26 aprile 2019   |
| Record mondiale | Slancio | Zhang Wangli | 156 kg | Fuzhou, Cina | 26 febbraio 2019 |
| Record mondiale | Totale  | Rim Jong-sim | 278 kg | Ningbo, Cina | 26 aprile 2019   |

## Risultati
| Pos. | Atleta                  | Gr. | Peso atleta | Strappo (kg) | Strappo (kg) | Strappo (kg) | Strappo (kg) | Slancio (kg) | Slancio (kg) | Slancio (kg) | Slancio (kg) | Totale |
| Pos. | Atleta                  | Gr. | Peso atleta | 1            | 2            | 3            | Pos.         | 1            | 2            | 3            | Pos.         | Totale |
| ---- | ----------------------- | --- | ----------- | ------------ | ------------ | ------------ | ------------ | ------------ | ------------ | ------------ | ------------ | ------ |
|      | Rim Jong-sim (PRK)      | A   | 75.90       | 120          | 124          | 126          |              | 148          | 152          | 155          |              | 276    |
|      | Zhang Wangli (CHN)      | A   | 73.95       | 113          | 118          | 118          |              | 145          | 145          | 153          |              | 271    |
|      | Neisi Dajomes (ECU)     | A   | 75.80       | 110          | 115          | 116          |              | 135          | 139          | 139          | 4            | 245    |
| 4    | Aremi Fuentes (MEX)     | A   | 76.00       | 107          | 107          | 111          | 5            | 135          | 138          | 140          |              | 245    |
| 5    | Iryna Decha (UKR)       | A   | 75.95       | 105          | 108          | 110          | 4            | 126          | 129          | 132          | 5            | 242    |
| 6    | Kang Yeoun-hee (KOR)    | B   | 75.10       | 104          | 104          | 104          | 7            | 125          | 131          | 135          | 6            | 235    |
| 7    | Patricia Strenius (SWE) | A   | 74.05       | 98           | 102          | 105          | 9            | 129          | 129          | 129          | 8            | 231    |
| 8    | Maria Vostrikova (RUS)  | A   | 72.85       | 105          | 109          | 109          | 6            | 125          | 125          | 129          | 9            | 230    |
| 9    | Kristel Ngarlem (CAN)   | A   | 75.25       | 96           | 100          | 102          | 12           | 125          | 130          | 130          | 7            | 230    |
| 10   | Gülnabat Kadyrowa (TKM) | A   | 75.60       | 99           | 99           | 101          | 11           | 120          | 120          | 123          | 10           | 224    |
| 11   | Dzina Sazanavets (BLR)  | B   | 75.95       | 95           | 98           | 101          | 10           | 115          | 120          | 124          | 12           | 221    |
| 12   | Ayumi Kamiya (JPN)      | A   | 75.75       | 98           | 102          | 104          | 8            | 118          | 122          | 122          | 15           | 220    |
| 13   | Yao Chi-ling (TPE)      | B   | 76.00       | 90           | 94           | 98           | 14           | 115          | 120          | 122          | 11           | 216    |
| 14   | Meri Ilmarinen (FIN)    | B   | 75.65       | 92           | 95           | 97           | 13           | 118          | 121          | 122          | 14           | 213    |
| 15   | Nora Jäggi (SUI)        | B   | 75.65       | 88           | 91           | 95           | 16           | 114          | 117          | 120          | 13           | 211    |
| 16   | Quinnie Rwahwire (CAN)  | B   | 72.90       | 88           | 92           | 92           | 15           | 113          | 113          | 115          | 16           | 207    |
| 17   | Jabriella Teo (MAS)     | B   | 75.45       | 82           | 85           | 87           | 17           | 105          | 108          | 110          | 17           | 193    |